# Konstanze Klosterhalfen
Konstanze Klosterhalfen (Bonn, 18 februari 1997) is een Duitse atlete, die zich heeft toegelegd op de middellange en lange afstand. In 2017 werd ze de jongste vrouwelijke atlete die de 800 m in minder dan 2 minuten, de 1500 m in minder dan 4 minuten én de 5000 m in minder dan 15 minuten kon afleggen. Ze heeft acht nationale titels, een Europees indoorrecord en zes nationale records op haar naam staan. Haar grootste overwinning boekte zij op de 5000 m tijdens de Europese kampioenschappen van 2022 in München. Ze nam tweemaal deel aan de Olympische Spelen.

## Loopbaan

### Jeugd
Klosterhalfen, wier vader advocaat en moeder lerares is, begon haar atletiekloopbaan bij SSG Köningswinter. Op vijfjarige leeftijd begonnen met de basiselementen van de atletiek, richtte zij zich vanaf haar elfde op de looponderdelen en breidde zij haar trainingsactiviteiten uit tot enkele trainingen per week. Op twaalfjarige leeftijd liep zij de 800 m in 2.38,42, waarna zij zich jaarlijks verbeterde. In 2013 nam zij voor het eerst deel aan de Duitse nationale jeugdkampioenschappen, waar zij bij de junioren U18 op de 800 m als zevende eindigde. Een jaar later werd zij in 2.07,52 al tweede, in 2014 gevolgd door eveneens een tweede plaats bij de U18-junioren tijdens de Duitse veldloopkampioenschappen. Dat jaar veroverde zij ook haar eerste nationale titel bij de U18-junioren op de 1500 m. Bij de Olympische Jeugdzomerspelen in Nanjing werd zij op de 1500 m ten slotte vierde, haar eerste opvallende internationale prestatie.

### Successen bij de junioren
In 2015 nam Klosterhalfen deel aan de Europese juniorenkampioenschappen (U20) in Eskilstuna, waar ze een bronzen medaille behaalde op de 1500 m in een tijd van 4.20,84. In december won ze haar eerste internationale titel op de Europese juniorenkampioenschappen veldlopen in Hyères.
In 2016 won Klosterhalfen een bronzen medaille op de wereldkampioenschappen voor U20-junioren in Bydgoszcz. Ze beëindigde haar 3000 m in een nationaal juniorenrecord van 8.46,74. Vervolgens maakte zij op de Olympische Spelen van 2016 haar olympisch debuut. Ze nam er deel aan de 1500 m, waarop zij zesde werd in haar reeks en later tiende in haar halve finale.
In december prolongeerde Klosterhalfen in Chia haar Europese veldlooptitel bij de U20-junioren.

### 2017: zilver op EK indoor
Haar eerste grote overwinning bij de senioren vond plaats op de Europese indoorkampioenschappen van 2017, waar Klosterhalfen tweede werd op de 1500 m. In dezelfde race won de Britse Laura Muir de gouden medaille. Vervolgens legde zij op 8 juni de 1500 m af in een tijd van 3.59,30. Dit was de eerste keer dat een Duitse vrouw de 1500 m in minder dan 4 minuten liep sinds 1990. Op de Diamond League van Birmingham op 20 augustus 2017 werd Klosterhalfen tweede op de 3000 m in een tijd van 8.28,90. Deze tijd was een Duits nationaal record en een verbetering van haar persoonlijke record met 17 seconden.
Van 4 tot 13 augustus 2017 vonden de wereldkampioenschappen in Londen plaats. In de reeksen van de 1500 m liep Klosterhalfen er de tiende tijd met 4.03,60, maar in de halve finales slaagde ze er niet in om zich te plaatsen voor de finale.

### 2018: snelste U23-atlete ooit
In 2018 verbeterde Klosterhalfen bij de Duitse indoorkampioenschappen in Dortmund het uit 1988 stammende nationale record op de 3000 m met ruim vijf seconden en bracht het op 8.36,01. Met deze tijd was zij de snelste U23-atlete van Europa aller tijden. Desondanks werd zij enkele weken later tijdens de wereldindoorkampioenschappen in Birmingham op deze afstand slechts zevende met een tijd van 8.51,79. Een knieblessure speelde op, die haar daarna in haar voorbereiding op het buitenseizoen gedurende een achttal weken hinderde. In mei kon ze vier weken zelfs helemaal niet lopen. Pas half juli nam zij weer deel aan een wedstrijd: in Kortrijk liep zij een 5000 m in 15.19,93, waarmee zij zich kwalificeerde voor de Europese kampioenschappen in Berlijn. Een week later veroverde zij haar vierde nationale titel op de 1500 m, waarna zij in augustus op de EK op de 5000 m vierde werd in 15.03,73.

### 2019: diverse nationale records en WK-brons
Klosterhalfen ging het jaar 2019 goed van start met een overwinning op de 1 mijl tijdens de Milrose Games in New York met een tijd van 4.19,98. Hiermee brak ze het Duitse nationale record op de indoormijl én het indoor record op de 1500 m met haar tussentijd (4.02,70+). Een maand later verbeterde zij op de Duitse indoorkampioenschappen haar eigen nationale record op de 3000 m tot 8.32,47. Vervolgens eindigde Klosterhalfen op de EK indoor in Glasgow in 8.34,06 als tweede op de 3000 m achter de Britse Laura Muir, die in 8.30,61 zegevierde.
Tijdens het buitenseizoen werd Klosterhalfen in juni bij de Prefontaine Classic in Stanford, die deel uitmaakt van het Diamond League circuit, tweede op de 3000 m met 8.20,07, opnieuw een Duits record. In dezelfde race vestigde de Nederlandse Sifan Hassan met 8.18,49 een Europees record. Op de Duitse nationale kampioenschappen in Berlijn, begin augustus, ging vervolgens ook het nationale record op de 5000 m eraan; met haar tijd van 14.25,76 verbeterde zij dat met vijftien seconden.
Ze sloot het baanseizoen af met een puike prestatie op diezelfde 5000 m tijdens de WK in Doha. Kort achter de Keniaanse atletes Hellen Obiri (goud in 14.26,72 en Margaret Kipkemboi (zilver in 14.27,49) ging de Duitse er in 14.28,43 met het brons vandoor.

### 2020: Records en blessure
Evenals het jaar ervoor startte Klosterhalfen in 2020 haar wedstrijdjaar met deelname aan de Millrose Games in New York en ze kopieerde haar vorige prestaties daar met een verdere aanscherping van haar indoorrecords op de 1500 m en de mijl. Op de laatste afstand werd nu een tijd van 4.17,26 voor haar geklokt, ruim tweeënhalve seconde onder haar vorige record, terwijl zij als tussentijd op de 1500 m ditmaal 3.59,87+ liet opmeten, voor het eerst een indoortijd onder de vier minuten dus. Zij vervolgde haar recordjacht op 27 februari tijdens de Last Change Invitational indoorwedstrijd in Boston door daar op de 5000 m in 14.30,79 het Europese indoorrecord van de Roemeense Gabriela Szabo van 14.47,35 uit 1999 met niet minder dan ruim zestien seconden aan te scherpen. Ze bleef daarna in de Verenigde Staten, waar zij op 17 juli tijdens de Bigger Friendly Meet in Portland haar PR op de 1000 m verbeterde tot 2.37,05.
Vervolgens moest Klosterhalfen haar wedstrijdseizoen afbreken vanwege een overbelastingsblessure in het bekkengebied.

### Privé
Na haar gymnasiumopleiding in 2015 startte Klosterhalfen met de studie Journalistiek & Sportwetenschappen aan de Duitse Sporthogeschool Keulen. Sinds het najaar van 2018 woont en traint ze in Portland (Oregon), als lid van het Nike Oregon Project.

## Titels
- Europees kampioene 5000 m - 2022
- Duits kampioene 1500 m - 2016, 2017, 2018
- Duits kampioene 5000 m - 2019
- Duits indoorkampioene 1500 m - 2017
- Duits indoorkampioene 3000 m - 2016, 2018, 2019
- Europees kampioene U23 1500 m - 2017
- Europees veldloopkampioene U20 - 2015

## Persoonlijke records
Baan
| Onderdeel   | Tijd          | Datum            | Plaats     |
| ----------- | ------------- | ---------------- | ---------- |
| 800 m       | 1.59,65       | 3 juni 2017      | Pfungstadt |
| 1000 m      | 2.37,05       | 17 juli 2020     | Oregon     |
| 1500 m      | 3.58,92       | 27 augustus 2017 | Berlijn    |
| 1 Eng. mijl | 4.21,11 (NR)  | 18 augustus 2019 | Birmingham |
| 3000 m      | 8.20,07 (NR)  | 30 juni 2019     | Stanford   |
| 2 Eng. mijl | 9.16,73 (ABP) | 27 mei 2022      | Eugene     |
| 5000 m      | 14.26,76 (NR) | 3 augustus 2019  | Berlijn    |
| 10.000 m    | 31.01,71 (NR) | 27 februari 2021 | Austin     |

Weg
| Onderdeel      | Tijd    | Datum            | Plaats   |
| -------------- | ------- | ---------------- | -------- |
| 5 km           | 15.34   | 31 december 2017 | Trier    |
| halve marathon | 1:05.41 | 23 oktober 2022  | Valencia |

Indoor
| Onderdeel   | Tijd          | Datum            | Plaats   |
| ----------- | ------------- | ---------------- | -------- |
| 800 m       | 2.03,37       | 21 februari 2016 | Dortmund |
| 1500 m      | 3.59,87+ (NR) | 8 februari 2020  | New York |
| 1 Eng. mijl | 4.17,26 (NR)  | 8 februari 2020  | New York |
| 3000 m      | 8.32,47 (NR)  | 16 februari 2019 | Leipzig  |
| 5000 m      | 14.30,79 (ER) | 28 februari 2020 | Boston   |

+ tussentijd in een langere race

## Palmares

### 1500 m
- 2015:  EK U20 te Eskilstuna - 4.20,84
- 2016:  Duitse kamp. - 4.07,92
- 2016: 10e in ½ fin. OS - 4.07,26
- 2017:  Duitse indoorkamp. - 4.04,91
- 2017:  EK indoor - 4.04,45
- 2017:  EK U23 te Bydgoszcz - 4.10,30
- 2017:  Duitse kamp. - 3.59,58
- 2018:  Duitse kamp. - 4.06,34

Diamond League-podiumplaatsen
- 2019:  Weltklasse Zürich 3.59,02

### 1 Eng. mijl
Diamond League-podiumplaatsen
- 2019:  Birmingham Diamond League - 4.21,11

### 3000 m
- 2016:  WK U20 te Bydgoszcz - 8.46,74
- 2016:  Duitse indoorkamp. - 8.56,36
- 2018:  Duitse indoorkamp. - 8.36,01
- 2018: 7e WK indoor - 8.51,79
- 2018: 4e Continental Cup te Ostrava - 8.38,04
- 2019:  Duitse indoorkamp. - 8.32,47
- 2019:  EK indoor - 8.34,06

Diamond League-podiumplaatsen
- 2017:  Birmingham Diamond League - 8.29,89
- 2019:  Prefontaine Classic - 8.20,07

### 5000 m
- 2018: 4e EK - 15.03,73
- 2019:  Duitse kamp. - 14.26,76
- 2019:  WK - 14.28,43
- 2022: 8e in serie WK - 15.17,78
- 2022:  EK - 14.50,47

### 10.000 m
- 2021: 8e OS - 31.01,97
- 2022: 4e EK - 31.05,21

### halve marathon
- 2022:  Halve marathon van Valencia - 1:05.41

### veldlopen
- 2014:  EK U20 landenklassement
- 2015:  EK U20 (4157 m) - 13.12
- 2015:  EK U20 landenklassement
- 2016:  EK U20 (4060 m) - 12.26
- 2016:  EK U20 landenklassement
- 2017:  EK U23 (6280 m) - 20.25
- 2017:  EK U23 landenklassement
- 2021: 5e EK (8,0 km) - 27.12
- 2021:  EK landenklassement
- 2022:  EK - 26.29
- 2022:  EK landenklassement
- 2024:  EK

- Gemeinsame Normdatei: 1195474113
- World Athletics: 14496249
- Virtual International Authority File: 2474156991009361180001